# Maladera dentipenis
Maladera dentipenis är en skalbaggsart som beskrevs av Sehnal och Simandl 2008. Maladera dentipenis ingår i släktet Maladera och familjen Melolonthidae. Inga underarter finns listade i Catalogue of Life.